# Packet Storm
Packet Storm est une organisation à but non lucratif de professionnels en sécurité informatique, ayant pour objectif de fournir publiquement les informations nécessaires pour sécuriser correctement les réseaux informatiques.